# Alyssa Bustamante
Alyssa Dailene Bustamante (Cole, Misuri; 28 de enero de 1994) es una criminal estadounidense condenada por el asesinato de una niña de 9 años, Elizabeth Olten. Bustamante, que era vecina de la víctima, cometió el crimen cuando tenía apenas 15 años. El aparente motivo por el que mató a su víctima era solamente porque tenía mucha curiosidad sobre qué se sentía cometer un homicidio.

## Primeros años
Alyssa Bustamante nació el 28 de enero de 1994, en Cole, Misuri, hija de padres adolescentes con problemas de adicciones. Los abuelos de Alyssa, Gary y Karen Brooke, tomaron la custodia legal de ella y sus tres hermanos menores en 2002, ya que su madre Michelle tenía antecedentes de abuso de drogas y alcohol, y su padre Caesar estaba cumpliendo condena en prisión por agresión.
Alyssa empezaría a hacerse cortes en la piel y tenía la palabra "hate" (odio) escrita en el abdomen. En 2007, a la edad de 13 años, intentó suicidarse, y desde entonces tomaba el antidepresivo Prozac.

## Asesinato de Elizabeth Olten
Días antes del asesinato, Bustamante, del pueblo de St. Martins en el estado de Misuri en Estados Unidos, había cavado dos tumbas poco profundas cerca de su casa; su único propósito era matar a alguien solo por curiosidad para saber "qué se sentía". El miércoles 21 de octubre de 2009, Bustamante utilizó a su hermana menor, Emma Bustamante, para atraer a Elizabeth Olten (n. 15 de diciembre de 1999), de 9 años, diciéndole que tenía un regalo para ella. La llevó hasta un bosque cercano y la estranguló; luego, con un cuchillo que tenía escondido en su mochila, la apuñaló varias veces y le cortó la garganta hasta matarla; llevó el cuerpo hasta una de las tumbas que había cavado, lo enterró y cubrió con algunas hojas. 
Después del asesinato, escribió en su diario, "Las he estrangulado, degollado, apuñalado y ahora están muertas. No sé cómo me siento ahora mismo. Ha sido increíble. En cuanto superas el momento de 'Oh Dios mío, no puedo hacerlo', es bastante agradable. Estoy un poco nerviosa ahora mismo. Bueno, me tengo que ir a la iglesia...". En realidad con "muertas" se refería solo a Olten, y no fue a la iglesia sino a una fiesta de su iglesia mormona.
La familia de la niña informó de su desaparición pocas horas después. Cientos de voluntarios se unieron en su búsqueda y la policía hizo rastreos sin éxito en el bosque. Alyssa empezó mintiendo sobre el paradero de su víctima. Mientras la policía investigaba, la consideraban sospechosa. La policía halló su diario e información sobre Elizabeth. Después de ser descubierta, 45 horas después del asesinato, el 23 de octubre de 2009, condujo a la policía hacia el lugar donde la había enterrado; la policía ya había hecho rastreos en la misma zona y no habían encontrado nada. Un policía declaró que "el cuerpo estaba muy bien escondido". Bustamante fue detenida y acusada de asesinato.

## Juicio y condena
Bustamante compareció en el Juzgado el 17 de noviembre de 2009, donde el juez dictaminó que debía ser juzgada como un adulto.
La misma gente que estuvo en el juicio la tildó todo el tiempo de "monstruo"; en su último alegato, ella se dirigió a los padres de la víctima y les dijo: "Estoy extremadamente arrepentida de todo. Sé que las palabras no pueden ser suficientes y que no pueden describir lo terriblemente mal que me siento por todo esto. Si pudiera dar mi vida para devolverles a su hija, lo haría. Lo siento".
Fue acusada como adulta por homicidio premeditado, que conlleva una sentencia obligatoria de cadena perpetua sin posibilidad de libertad bajo fianza, en caso de que la declararan culpable. Bustamante se declaró culpable y el cargo fue reducido a homicidio en segundo grado. El 10 de enero de 2012 fue declarada culpable de homicidio en segundo grado y acción criminal armada, y el 8 de febrero fue sentenciada a cadena perpetua con posibilidad de libertad condicional. Su abogado, Gary Brotherton, dijo que "La amenaza de cadena perpetua sin libertad condicional como sentencia obligatoria fue para intimidar a Alyssa a que aceptara declararse culpable, lo que no habría hecho en otras circunstancias".
Su apelación contra la sentencia fue denegada en marzo de 2014.
La madre de la víctima, Patricia Preiss, accedió a resolver la demanda que presentó contra Bustamante. Los términos del acuerdo requieren que Bustamante revele cualquier compensación de la cobertura del caso a Preiss.

## En los medios
- My Name Is 'A' una película de suspenso estrenada en 2012 y dirigida por Shane Ryan se basa en el caso.
- El caso es recreado en la serie de televisión Las verdaderas mujeres asesinas de Investigation Discovery, en el episodio 8 de la Temporada 6 (2012).